# Pectiniunguis gaigei
Pectiniunguis gaigei är en mångfotingart som först beskrevs av Chamberlin 1921.  Pectiniunguis gaigei ingår i släktet Pectiniunguis och familjen småjordkrypare.
Artens utbredningsområde är Guyana. Inga underarter finns listade i Catalogue of Life.